# جون تاندرفولد
جون تاندرفولد (بالنرويجية البوكمول: John Tandrevold)‏ (13 يناير 1927 – 28 يناير 2013) هو ملاكم نرويجي راحل، مثّل بلاده في الألعاب الأولمبية الصيفية 1952.

## روابط خارجية
جون تاندرفولد على موقع أوليمبيديا (الإنجليزية)